# Lyophyllum
Lyophyllum là một chi nấm có khoảng 40 loài, phân bố rộng rãi ở các vùng ôn đới phía bắc.

## Hình ảnh

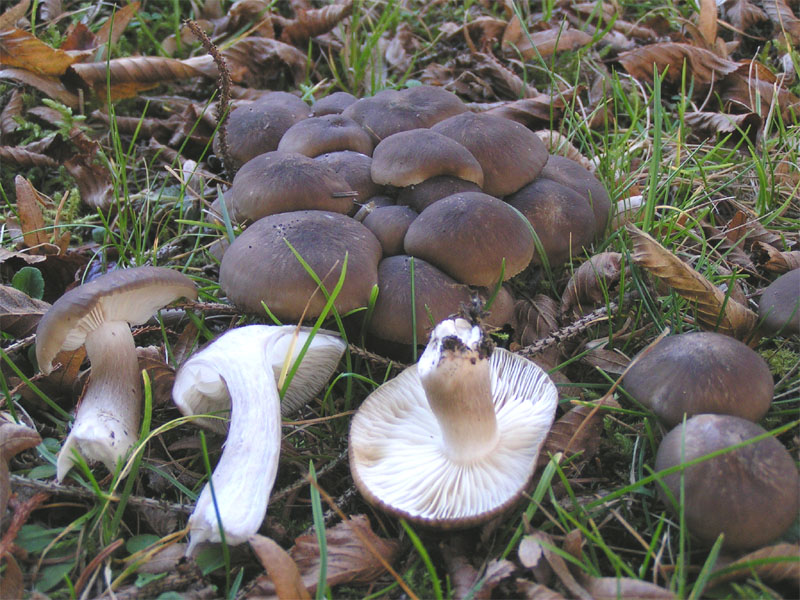
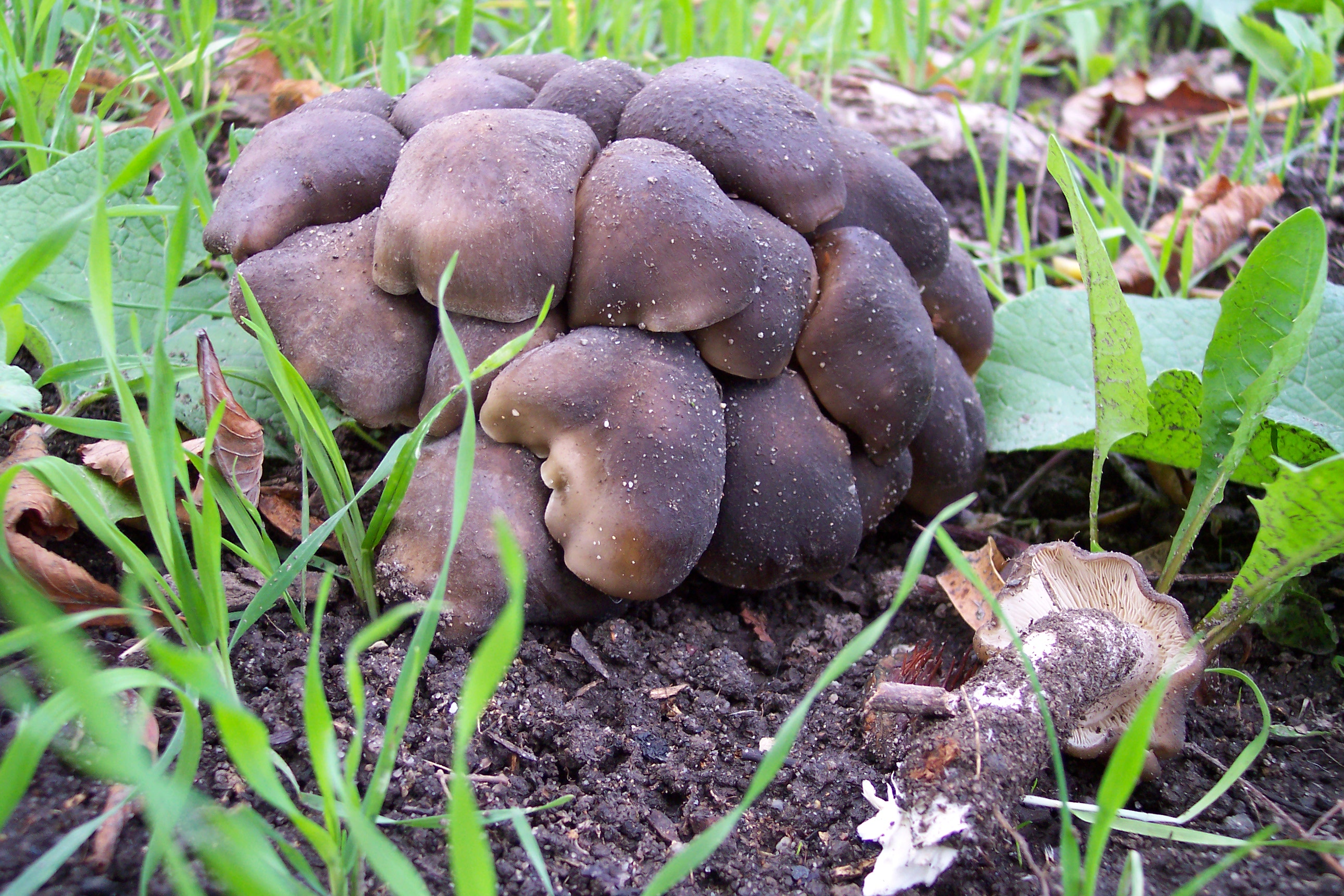
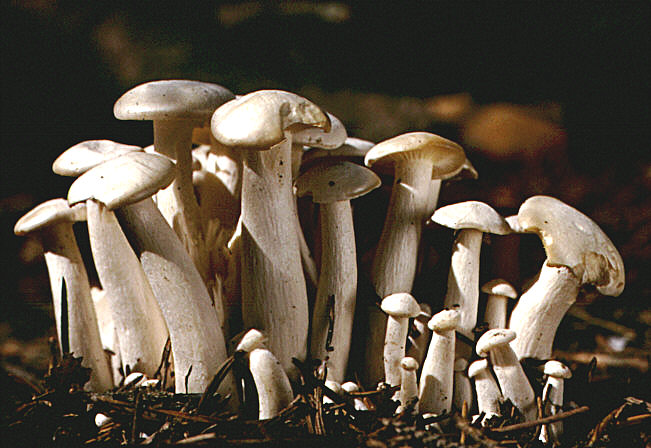
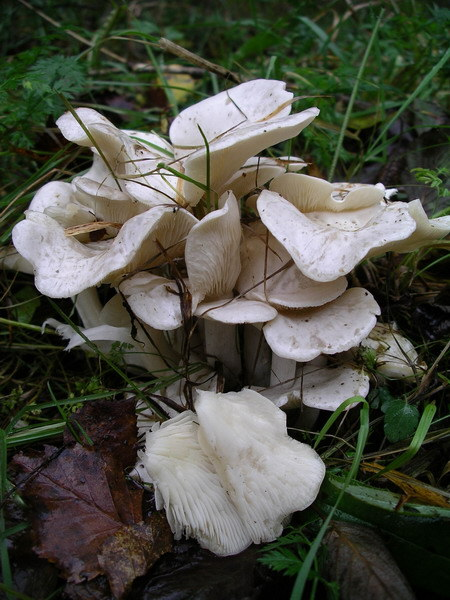

## Loài
- Lyophyllum connatum
- Lyophyllum decastes
- Lyophyllum eustygium
- Lyophyllum favrei
- Lyophyllum fumosum
- Lyophyllum gangraenosum
- Lyophyllum hypoxanthum
- Lyophyllum infumatum
- Lyophyllum konradianum
- Lyophyllum leucophaeatum
- Lyophyllum loricatum
- Lyophyllum semitale
- Lyophyllum shimeji
- Lyophyllum transforme
- Lyophyllum trigonosporum

## Links
- Lyophyllum  trên Index Fungorum.